# Bandeira da Vila Matilde
A bandeira do Distrito da Vila Matilde, na zona leste de São Paulo, juntamente com o brasão, constituem os símbolos representantes do desenvolvimento da história do distrito que, em 2022, completará 100 anos, a partir do loteamento de terras e a ocupação do território por imigrantes.
A bandeira matildense tem o formato retangular, está triipartida verticalmente, nas cores (blau) azul, simbolizando o senso de justiça e dignidade dos moradores do bairro, e branca, representante da pureza e da paz.
Traz ao centro, o Brasão de Armas, obedecendo às leis da Heráldica que tem a finalidade de identificar além do escudo das armas, o conjunto armorial completo que o distingue de todos os outros brasões.

## História
O Brasão de Armas faz parte da tradição europeia medieval, contendo símbolos criados especificamente para identificar indivíduos, famílias ou clãs, geralmente em períodos de guerras.
A partir do século XIX, o uso destes símbolos perdeu importância, quando a monarquia foi extinta, na maioria dos países europeus, ressurgindo no no século XX, sendo aplicado agora à simbologia de países, municípios, estados e outras entidades coletivas.
Na cidade de São Paulo, a primeira referência que se tem sobre uma bandeira vem justamente das expedições que foram chamadas de "bandeiras". Os bandeirantes, desbravadores, adentravam o sertão paulista conduzindo a bandeira da Cruz de Cristo, representada no brasão da cidade de São Paulo.
O brasão do município de São Paulo foi criado em 8 de março de 1917, sendo oficializado pelo ato Municipal nº 1057.
Poucos distritos de São Paulo possuem identidade própria, o Brasão de Armas e a Bandeira do Distrito da Vila Matilde foi criada pela historiadora Adriana Lopes, em 2019, a partir de suas pesquisas apresentadas às associações e moradores do bairro, com apoio da Sub Prefeitura da Penha e tramita na Câmara Municipal de São Paulo. 
O lançamento da bandeira foi no dia 08 de dezembro de 2019, na Associação Amigos da Vila Matilde, à época sob a responsabilidade de Alexandre Bueno.